# Hans Fiala (Sänger)
Hans Fiala, eigentlich Johann Krempel (* 30. Dezember 1883 in Wien; † 4. Jänner 1945 in Plauen) war ein österreichischer Schauspieler, Opernsänger (Bariton) und Regisseur.

## Leben
Hans Fiala wurde in der Wiener Weißgerbervorstadt als Sohn des Fleischhauers Johann Krempel und dessen Frau Wilhelmine, geborene Fiala, geboren. Seine Bühnenkarriere begann 1903 am Theater Hechingen bzw. ab 1905 in Znaim (Mähren). Anschließend wechselte er das Fach zur Operette bzw. später auch zur Oper. Es folgten Verpflichtungen in Linz/Donau, Landshut, Kattowitz und Zürich. Von 1919 bis 1921 war er als Regisseur am Stadttheater Nürnberg beschäftigt. Während seiner Zeit in Nürnberg drehte Fiala einen Film für die Brauerei Humbser in Fürth. Der Stummfilm Als die Biere laufen lernten… zeigt die Städte Nürnberg und Fürth in der Zeit um 1920 und war offensichtlich als Lehrfilm für das Brauwesen gedacht. Nach der Beschäftigung in Nürnberg folgten die Bühnen Frankfurt am Main und Bamberg, bevor er nach Plauen wechselte, wo er von 1932 bis 1934 als Theaterintendant beschäftigt war. Schon zu Beginn des Spielplans 1932/33 wirkte Fiala darauf hin, dass die aufgeführten Stücke einer „völkischen Linie“ folgten und die inszenierten Stücke das „Empfindungsvermögen für Heldentum und Opfergeist des deutschen Soldaten“ weckten und vertieften. Zu seinem Abschied in Plauen wurde 1934 Fiala bescheinigt: „Er war bestrebt, den nationalen Charakter des Spielplanes zu unterstreichen und Dichter zu Worte kommen zu lassen, die dem vaterländischen Hochgedanken zu dienen sich bemühten.“ Am 4. Januar 1945 starb Fiala im Alter von 61 Jahren an den Folgen einer Lungenentzündung.

## Wirken während des Nationalsozialismus
Es folgte 1934 die Übernahme der Intendanz des Gubener Stadttheaters. Über seine Zeit in Guben wird berichtet: „Das im Mai 1933 erlassene Theatergesetz führte zur Gleichschaltung der deutschen Bühnen. Diese dienten dann auch der Verbreitung der faschistischen Ideologie. Verantwortlich dafür zeichneten in Guben vor allem Fritz Ebers und Hans Fiala. Als besonders willfähiger Erfüllungsgehilfe erwies sich Fiala. Aus vorgeblich rassischen Gründen verschwanden selbst so erfolgreiche Operettenschöpfer wie Emmerich Kálmán, Paul Abraham, Oskar Straus, Robert Stolz, Leo Fall, Leon Jessel („Schwarzwaldmädel“; als Jude misshandelt, 1942 verstorben) oder Oskar Nedbal (aus „Polenblut“ 1913 wurde 1942 „Die Erntebraut“).“
Nach siebenjähriger Tätigkeit wechselte Fiala 1941 nach Thorn in das besetzte Polen. Fiala wurde vom Reichsministerium für Volksaufklärung und Propaganda mit dem Neuaufbau des Stadttheaters in Thorn beauftragt. Eigens hierzu wurde das Theater vom Hausarchitekten des Propagandaministeriums umgebaut. In der Darstellung des Leiters der Reichspropagandaabteilung Danzig wurde das Theater in Thorn tendenziös als „während der polnischen Zwischenherrschaft völlig verwahrlost und […] nunmehr unter persönlicher Anteilnahme des Führers erneuert und umgebaut“ bezeichnet. Die erste Inszenierung Fialas nach der Wiedereröffnung am 28. März 1942 wurde als „wichtiger Beweis für den Kulturwillen des wiedergewonnen deutschen Ostens“ propagiert – das erste Stück war das historische Drama Anke von Skoepen von Friedrich Bethge. Unter Fialas Intendanz wurde eine Ballettschule gegründet, aber auch Bühnenstücke von Richard Strauss inszeniert. Aufgrund seiner Verdienste im Theaterwesen wurde Fiala in den Präsidialrat „Deutsches Ordensland“ berufen. Bereits kurze Zeit nach Beginn seiner Tätigkeit als Intendant am Theater geriet er in Konflikt mit dem Oberbürgermeister Franz Jakob über die künstlerische Ausrichtung des Theaters. Jakob, der sich selbst als ausgewiesener Theaterkenner sah, mischte sich ständig in die laufenden Geschäfte des Intendanten ein, so dass Fiala bald wieder das Theater in Thorn verließ. Auch seine zwei Nachfolger, Walter Sofka und Theo Moder, verließen das Theater in Thorn nach kurzer Zeit wieder, da sie die „Autorität des Stadtoberhauptes nicht anerkannten“.
1942 bis 1944 wirkte Fiala nochmals am Theater in Plauen.